# 여천시·여천군
여천시·여천군은 대한민국의 옛 국회의원 선거구이다. 당시 전라남도 여천시와 여천군 지역을 관할했다.

## 역사
제13대 국회의원 선거를 앞두고 여수시·여천군·광양군 선거구에서 분리되면서 신설되었다.
1998년 4월, 여수시, 여천시, 여천군이 통합되면서 통합 여수시가 출범하였다. 이에 제16대 국회의원 선거를 앞두고 통합 여수시 선거구로 통합되면서 폐지되었다.

## 역대 국회의원
| 선거   | 정당 | 정당           | 의원   |
| ------ | ---- | -------------- | ------ |
| 1988년 |      | 평화민주당     | 신순범 |
| 1992년 |      | 민주당         | 신순범 |
| 1996년 |      | 새정치국민회의 | 김성곤 |

## 역대 선거 결과

### 대한민국 제13대 국회의원 선거
|  | 74.75% |

|  | 20.86% |

|  | 4.38% |

### 대한민국 제14대 국회의원 선거
|  | 55.18% |

|  | 33.12% |

|  | 8.78% |

|  | 2.90% |

### 대한민국 제15대 국회의원 선거
|  | 78.87% |

|  | 11.16% |

|  | 7.95% |

|  | 2.00% |